# Redoble por Rancas
Redoble por Rancas es una novela indigenista del autor peruano Manuel Scorza. La narración relata las luchas históricas de los habitantes del departamento de Pasco para recuperar el control y propiedad de sus tierras comunales las cuales fueron usurpadas por los gamonales y la transnacional minera de Cerro de Pasco Corporation. Redoble por Rancas es la primera del ciclo de novelas en cinco partes de "La Guerra silenciosa".

## Argumento
Con un estilo indigenista propio y bastante parecido al realismo mágico, Scorza nos cuenta en su novela Redoble por Rancas, dos historias que se intercalan y están conectadas por el espacio y el tiempo en el cual suceden ambas (Departamento de Pasco entre los años 1959 y 1962). Símilar a la novela de Juan Rulfo, Pedro Paramo, ambas historias se alternan, pero no por fragmentos, sino por capítulos. La primera historia, que se presenta con la insólita historia de una moneda extraviada por el doctor Montenegro la cual es protegida por meses por los comuneros de Yanahuanca, sin atreverse ninguno a recogerla hasta el punto en el que esa moneda se vuelve un atractivo turística, narra la singular confrontación entre Héctor Chacón “el Nictálope” y el juez de provincia Francisco de Montenegro, en donde el primero, un comunero harto de los abusos del segundo decide juntar un conciliábulo junto a otros comuneros como el Abigeo, Sulpicia y el Ladrón de Caballos con la intención de planear el asesinato del latifundista en el día de un comparendo acerca de la delimitación entre la comunidad de Yanahuanca y la hacienda Huarautambo (De la cual se había hecho dueño el juez Montenegro) a sabiendas de que el juez iba a arreglar el juicio para hacer perder las tierras en litigio a los comuneros. En esta reunión planean que para encubrir la conspiración y evitar una investigación por parte de la Guardia Civil, lo haría parecer un pleito asesinando a algunos comuneros, los que resultan elegidos para la muerte son: El Niño Remigio, un jorobado y epiléptico, del cual El Nictálope se compadece y hace jurar a los presentes comprarle un ataúd decente y llevarles flores a su tumba una vez le ponga fin a su sufrimiento, a Isaías Roque y a Tomás Sacramento, dos comuneros traidores que delataban y llevaban la cuenta de cualquier insulto que se diga en Yanahuanca contra el juez Montenegro. En esta historia veremos también algunos capítulos que trataran de sucesos del juez Montenegro, en donde demuestra su corrupción y su maldad, siendo en varias ocasiones abusado Héctor Chacón, el cual cuando intentó defenderse fue acusado injustamente de robo de ganado y enviado a la cárcel, donde aprendería a leer. Es esta experiencia la que lo empujaría a la decisión de asesinar por su mano a esta despótica autoridad. 
La segunda historia trata sobre la lucha paralela entre los comuneros de la comunidad campesina de Rancas y la multinacional Cerro de Pasco Corporation, la cual manifestó su dominio en la puna acaparando los pastizales para su División Ganadera por medio de la construcción de un cerco de características que van de lo humano a lo divino y contratando caporales para vigilar este cerco. En esta otra lucha, los comuneros, desesperados al ver que su ganado, ya desprovisto de los pastizales, moría de hambre, deciden emprender una lucha legal. Una vez agotada y fracasada, a pesar de haber contado incluso con la ayuda del alcalde de Pasco Genaro Ledesma, quien se compadeció de ellos, reflexionan en que el cerco se está tragando el mundo y que no les queda otra cosa más que pelear por su tierra enfrentándose a la minera en una injusta y desigual guerra, ya que "retroceder es tocar el cielo con el culo", como sentencia el anciano Fortunato. Armados de valor y dirigidos por el personero Rivera, luego de presenciar cómo la Cerro de Pasco Corporation no sólo acaparaba sus pastizales, sino que incluso llegan a plantar "rompepatas" (varas de metal que se incrustan en las patas de los ovinos) con el fin de asesinar lo que quedaba de su ganado, los ranqueños optan finalmente por atacar a los caporales y guardias civiles que vigilaban la construcción del cerco, acción que desembocará en una tragedia al final de la novela. 
Además de estas dos historias principales, el lector podrá apreciar las subtramas del Niño Remigio, de la hacienda El Estribo, y las muertes de los peones que buscaban sindicalizarse, la historia de Pis-Pis, del comparendo fallido que celebró Chinche, los reclamos que el alcalde Genaro Ledesma intenta emprender por su cuenta el cual termina con una estéril discusión con el intendente y representante de la minera Mr. Harry Troeller que provoca la represalia de este causando un apagón general en Pasco para amedrentar y aislar las quejas del alcalde y varios sucesos relacionados con la ciudad de Cerro de Pasco y la Minera desde su fundación a inicios del siglo XX. Como se puede apreciar, la novela presenta tópicos comunes en la corriente indigenista literaria, sin embargo el estilo del autor le da un aire de novela. El cariño que Scorza siente por los indígenas sumidos en la pobreza está transportado mediante una ternura que se mezcla por momentos con una cruel ironía. Sus harapientos y empobrecidos héroes comuneros son personajes únicos en este tipo de novelas, ya que están dotados con un sentido de dignidad y ansias de reivindicar su honra y sus medios de vida frente al abuso y la explotación. Hay en la novela una atmósfera siempre presente de un inminente y funesto hado, con "la Compañía" siempre en el fondo como una fuerza siniestra, todopoderosa y sin rostro.
Los indígenas ranqueños están forzados por el estado de las cosas a emprender una desesperada e infructuosa guerra contra la colosal y titánica Compañía. La cual ya había construido en la década de 1950 un imperio inmenso en los Andes cercando a las comunidades quechua-hablantes fuera de sus tierras de cultivo y de ganadería. El resultado es inevitable y propio este género de novelas sociales: Los peones o comuneros siendo masacrados cruelmente por el ejército, siempre en el servicio de los intereses imperialistas extranjeros. En el capítulo final de la novela vemos a los fantasmas de los ranqueños asesinados conversando desde sus tumbas, empiezan a recordar como fue la masacre llevaba a cabo por el comandante Guillermo Bodenaco, el Carnicero, o el Cumplidor. Uno de los muertos relata que en el siguiente año los hacendados Proaño mandaron a clausurar la escuela de Uchumarca para convertirla en chiquero, y que el alcalde Genaro Ledesma está preso en Huánuco por protestar por la masacre. Esto provoca que el supersticioso Teodoro Santiago, quien en vida creía que el Cerco era un castigo de Cristo, reflexione y de con la conclusión de que los americanos los buscaban desaparecer, por lo que sentencia: "Sobramos en el mundo, hermanitos."

## Personajes
- Héctor Chacón, el Nictálope.
- Juez Francisco Montenegro.
- Doña Pepita de Montenegro.
- Personero Rivera.
- Fortunato.
- Teodoro Santiago.
- Sulpicia.
- El Abigeo.
- El Ladrón de Caballos.
- Amador Leandro, el Cortaorejas.
- Egoavil.
- Niño Remigio.
- Pis-Pis.
- Alcalde Genaro Ledesma.
- Comandante Guillermo Bodenaco, el Carnicero, o el Cumplidor.
- Niña Consuelo.
- Sargento Cabrera.
- Mr. Harry Troller.